# Flint (Insel)
Flint (englisch Flint Island) ist eine unbewohnte Koralleninsel im Pazifischen Ozean südlich des Äquators. Sie ist die südlichste der südlichen Line Islands und die südlichste Insel des Inselstaates Kiribati. 

## Geographie
Flint ist die südlichste Insel der Line Islands und ist etwa 158 km südöstlich der Nachbarinsel Vostok sowie gut 232 km südwestlich des Caroline-Atolls gelegen. Die 4,1 km lange und 0,9 km breite Insel erreicht eine Fläche von 3,2 km² sowie eine Höhe von 7 m über dem Meeresspiegel. Sie stellt ein sogenanntes gehobenes Atoll dar, bei dem die ehemalige Lagune zu mehreren Binnenseen geworden ist. Flint ist nahezu vollständig von einem Korallenriff umsäumt, nur im Westen gibt es eine schmale Passage. Das Anlanden mit Booten gilt daher als schwierig.

## Geschichte
Über die Entdeckung der Insel liegen mit Ausnahme des Jahres 1801 keine weiteren Angaben vor. Unter Berufung auf den 1856 verabschiedeten Guano Islands Act wurde Flint zwar von den Vereinigten Staaten beansprucht, allerdings nicht in Besitz genommen. Die Insel wurde jedoch an die britische Firma Houlder Brothers and Co. verpachtet, welche von 1875 bis 1880 intensiv Guano abbaute. Ab 1881 wurde auf der Insel mit dem Anpflanzen von Kokospalmen zur Kopra-Gewinnung begonnen. In den 1930er Jahren wurden die Plantagen aufgegeben, die Insel hat seitdem keine permanenten Bewohner.  
Eine Forschungsgruppe des Lick-Observatoriums beobachtete am 3. Januar 1908 die Totale Sonnenfinsternis, was auch dazu genutzt wurde, die exakte Position des Beobachtungsstandorts und somit der Insel zu bestimmen.
1972 der britischen Kolonie Gilbert- und Elliceinseln zugeordnet, gehört Flint seit 1979 zum neu gegründeten Kiribati.

## Tier- und Pflanzenwelt
Wurde Flint am 5. Februar 1841 im Rahmen einer US-Expedition noch als „dicht bewaldet“ beschrieben, so fanden die Forscher der Mangareva-Expedition am 16. Oktober 1934 hauptsächlich Kokospalmen sowie einige Papaya-Bäume. Bis auf wenige Pisonia-Wälder wurde die ursprüngliche Tier- und Pflanzenwelt durch die intensive Nutzung der Insel in der Vergangenheit weitgehend zerstört. Auf Flint Island befindet sich eine der größten Populationen des Palmendiebs (Birgus latro).

Ansichten
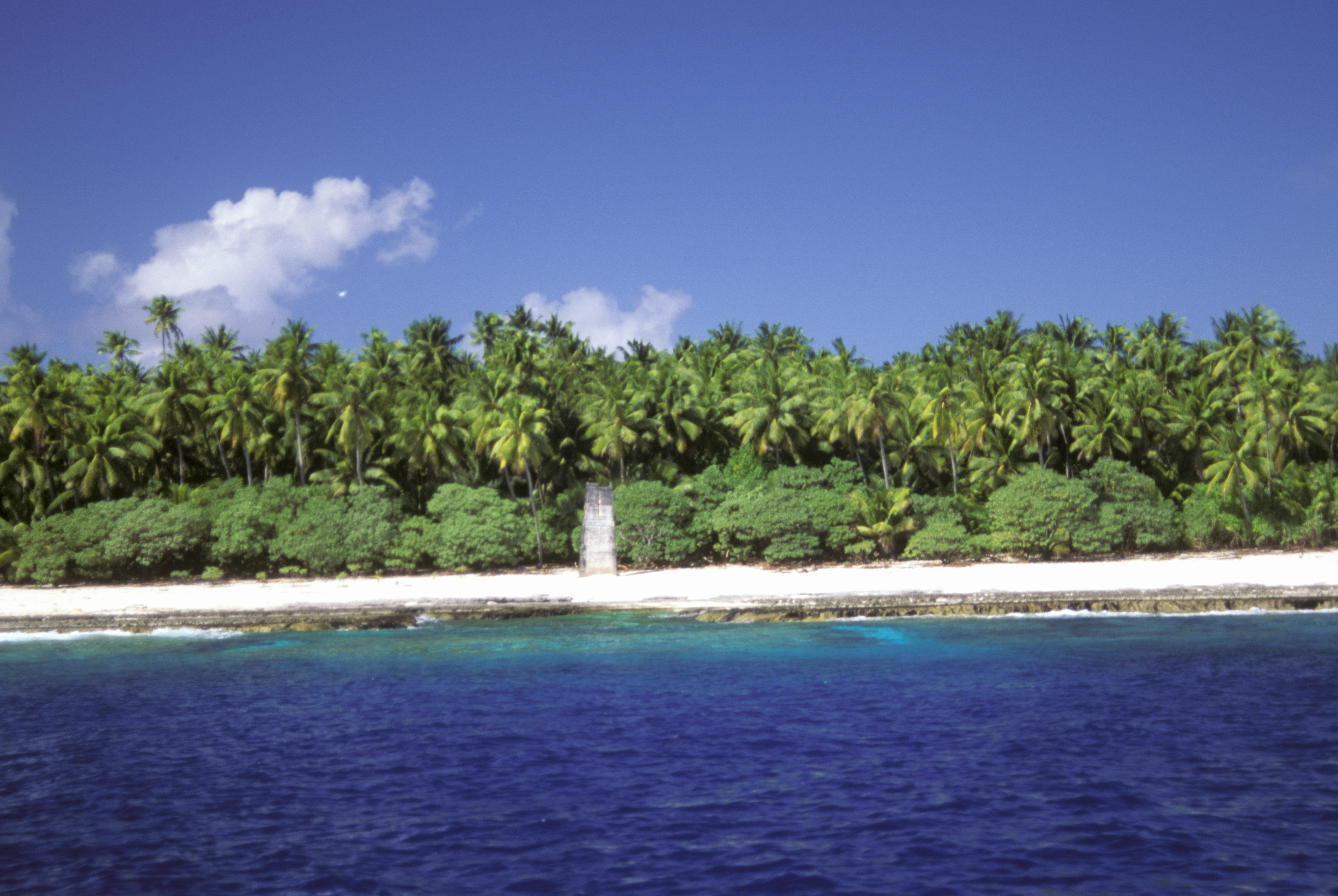
Die Insel von See aus gesehen
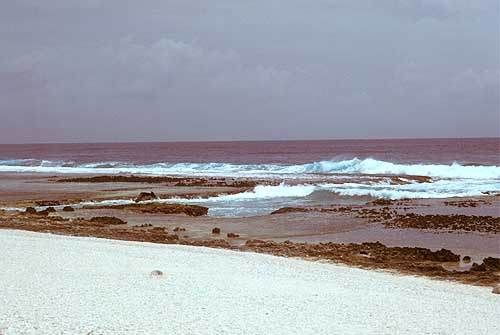
Die Passage im Saumriff an der Westküste
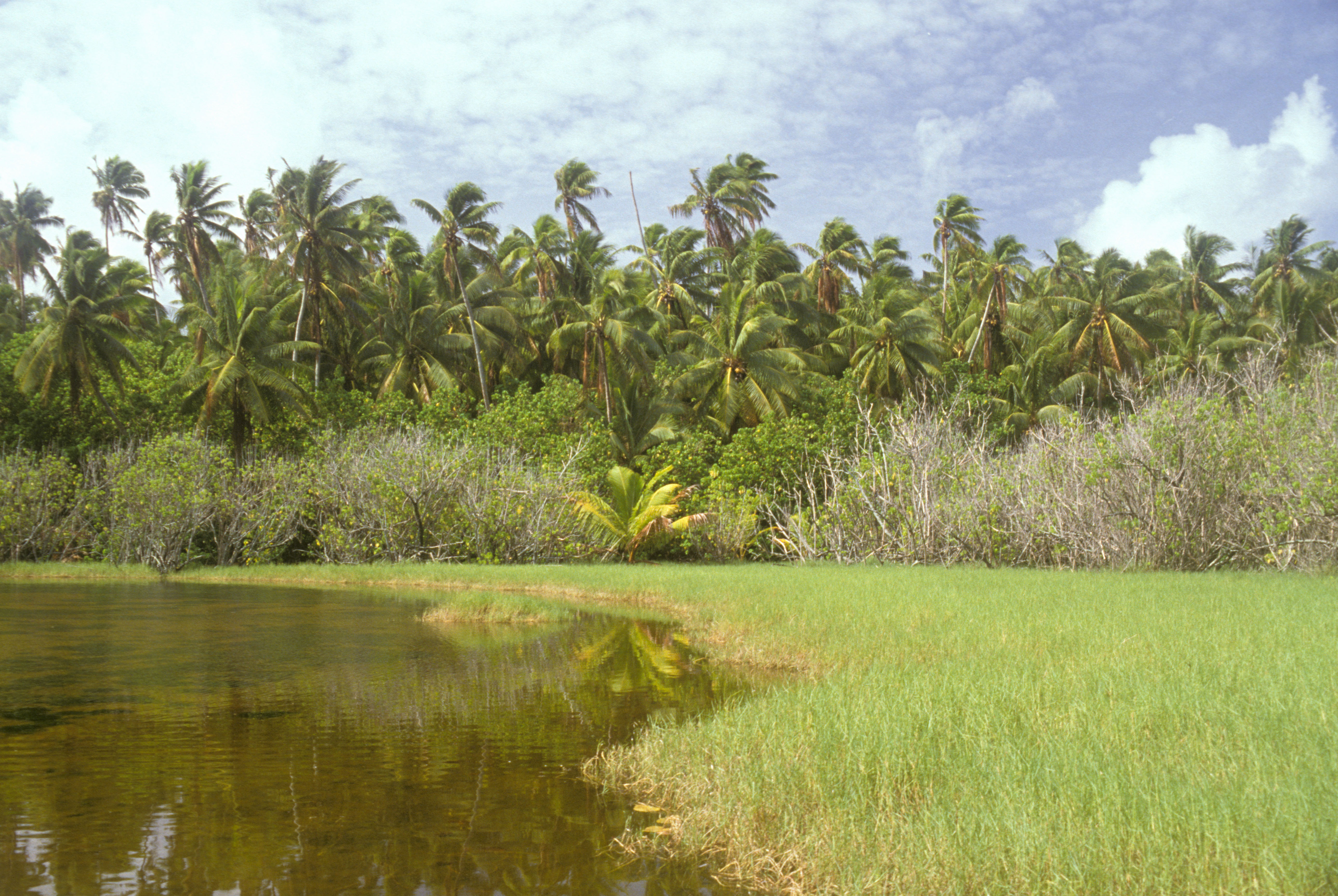
Einer der zahlreichen, aus der ehemaligen Lagune hervorgegangenen Binnenseen
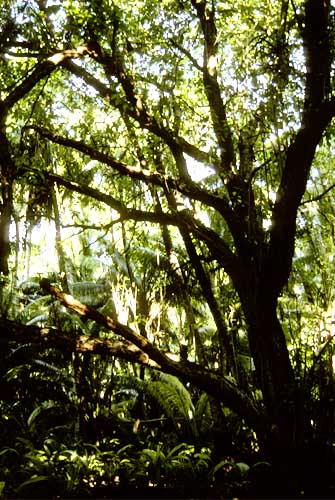
Ein ursprünglicher Wald aus Pisonia grandis auf Flint